# 艾哈迈德·阿克
艾哈迈德·阿克（土耳其語：Ahmet Ak，1966年5月20日—），土耳其男子摔跤运动员。他曾代表土耳其参加世界摔跤锦标赛，获得一枚铜牌。他也曾参加1988年夏季奥林匹克运动会。